# Ben Smith (lední hokejista)
Ben Smith (* 11. července 1988, Winston-Salem, Severní Karolína, USA) je americký hokejový útočník momentálně hrající v týmu EHC Red Bull München v nejvyšší německé lize (DEL). V roce 2013 s týmem Chicago Blackhawks získal Stanley Cup.

## Hráčská kariéra

### Amatérská a juniorská kariéra
Ze střední školy přešel v sezoně 2006-07 na univerzitu a vybral si Boston College. Odehrál všech 42 utkání, nasbíral 18 bodů a byl tak nejproduktivnějším nováčkem týmu. Boston College se stali šampiónem Hockey East a postoupili až do finále Frozen Four, kde ale prohráli s Minnesotou. V další sezoně ve všech 44 utkáních svého týmu nasbíral 50 bodů a v produktivitě skončil na 3. místě. S týmem obhájil titul v Hockey East a opět postoupil do finále Frozen Four, kde tentokrát byl úspěšný, když Boston porazil Notre Dame.
Univerzitní kariéru zakončil úspěšně, když v sezoně 2009–2010 ve 42 utkáních nasbíral 37 bodů a pomohl týmu ke zisku titulu jak v Hockey East tak i v celé NCAA. Na Frozen Four ve 2 utkáních nasbíral 4 body (3+1) a byl nejproduktivnějším hráčem týmu. Byl oceněn jako nejužitečnější hráč Frozen Four, byl zařazen do All-Star týmu Frozen Four a také byl vyhlášen hráčem roku v Boston College. Celkem v Hockey East během 4 let odehrál 165 zápasů a nasbíral 122 bodů (57+65) a pouhých 36 TM.

### Profesionální kariéra
Po skončení univerzitní kariéry podepsal 18. dubna 2010 smlouvu s Blackhawks na 2 roky a zároveň zkušební kontrakt s Rockfordem, kde ještě stihl do konce sezony v playoff 3 utkání a vstřelil 1 gól.
První celou profesionální sezonu začal v Rockfordu. Ale podíval se i do NHL a 29. října 2010 odehrál proti Edmontonu svůj první zápas v NHL. Po 3 zápasech putoval zpět. Znovu byl povolán na konci sezony a 8. dubna 2011 v Detroitu se poprvé radoval z gólu v NHL, když překonal Jimmyho Howarda. V Rockfordu patřil k nejlepším nováčkům, nasbíral 31 bodů (19+12) v 63 utkáních, a na konci sezony byl vyhlášen nejlepším nováčkem v Rockfordu. Svými výkony v závěru sezony si řekl o místo v sestavě Blackhawks i pro playoff a vedl si velmi dobře, když v 7 utkáních nastřílel 3 branky.
V sezoně 2011–2012 odehrál kvůli zraněním jen 51 zápasů (13 v NHL a 38 v AHL).
Ani sezonu 2012–2013 neodehrál celou a 20 zápasů musel vynechat kvůli zranění. V AHL nasbíral 47 bodů (27+20) v 54 zápasech. V základní části NHL odehrál jen 1 zápas – poslední zápas základní části NHL, kdy odpočívala většina hráčů základního kádru před playoff. Ve finále Stanley Cupu nahradil ve 3. utkání zraněného Hossu a tak i jeho jméno se objevilo na Stanley Cupu.
Ve své první celé sezoně v NHL odehrál 75 zápasů, v nichž nasbíral 26 bodů (14+12). V playoff přidal 6 bodů v 19 zápasech při cestě Blackhawks do finále konference. Po sezoně se 27. června 2014 dohodl s Blackhawks na prodloužení smlouvy o 2 roky s ročním cap hitem 1,5 milionu dolarů.

## Klubové statistiky
| Sezona     | Klub                 | Soutěž     | Základní část | Základní část | Základní část | Základní část | Základní část | Play off | Play off | Play off | Play off | Play off |
| Sezona     | Klub                 | Soutěž     | Z             | G             | A             | B             | TM            | Z        | G        | A        | B        | TM       |
| ---------- | -------------------- | ---------- | ------------- | ------------- | ------------- | ------------- | ------------- | -------- | -------- | -------- | -------- | -------- |
| 2006–07    | Boston College       | HE         | 42            | 10            | 8             | 18            | 10            | —        | —        | —        | —        | —        |
| 2007–08    | Boston College       | HE         | 44            | 25            | 25            | 50            | 12            | —        | —        | —        | —        | —        |
| 2008–09    | Boston College       | HE         | 37            | 6             | 11            | 17            | 6             | —        | —        | —        | —        | —        |
| 2009–10    | Boston College       | HE         | 42            | 16            | 21            | 37            | 38            | —        | —        | —        | —        | —        |
| 2009–10    | Rockford IceHogs     | AHL        | —             | —             | —             | —             | —             | 3        | 1        | 0        | 1        | 0        |
| 2010–11    | Rockford IceHogs     | AHL        | 63            | 19            | 12            | 31            | 16            | —        | —        | —        | —        | —        |
| 2010–11    | Chicago Blackhawks   | NHL        | 6             | 1             | 0             | 1             | 0             | 7        | 3        | 0        | 3        | 0        |
| 2011–12    | Rockford IceHogs     | AHL        | 38            | 15            | 16            | 31            | 10            | —        | —        | —        | —        | —        |
| 2011–12    | Chicago Blackhawks   | NHL        | 13            | 2             | 0             | 2             | 0             | —        | —        | —        | —        | —        |
| 2012–13    | Rockford IceHogs     | AHL        | 54            | 27            | 20            | 47            | 13            | —        | —        | —        | —        | —        |
| 2012–13    | Chicago Blackhawks   | NHL        | 1             | 1             | 0             | 1             | 0             | 1        | 0        | 0        | 0        | 0        |
| 2013–14    | Chicago Blackhawks   | NHL        | 75            | 14            | 12            | 26            | 2             | 19       | 4        | 2        | 6        | 2        |
| 2014–15    | Chicago Blackhawks   | NHL        | 61            | 5             | 4             | 9             | 2             | —        | —        | —        | —        | —        |
| 2014–15    | San Jose Sharks      | NHL        | 19            | 2             | 3             | 5             | 0             | —        | —        | —        | —        | —        |
| 2015–16    | San Jose Sharks      | NHL        | 6             | 0             | 0             | 0             | 0             | —        | —        | —        | —        | —        |
| 2015‑16    | San Jose Barracuda   | AHL        | 14            | 8             | 2             | 10            | 4             | —        | —        | —        | —        | —        |
| 2015–16    | Toronto Maple Leafs  | NHL        | 16            | 2             | 4             | 6             | 0             | —        | —        | —        | —        | —        |
| 2015‑16    | Toronto Marlies      | AHL        | 5             | 4             | 2             | 6             | 0             | 14       | 2        | 6        | 8        | 2        |
| 2016–17    | Colorado Avalanche   | NHL        | 4             | 0             | 0             | 0             | 0             | —        | —        | —        | —        | —        |
| 2016–17    | Toronto Maple Leafs  | NHL        | 36            | 2             | 2             | 4             | 4             | —        | —        | —        | —        | —        |
| 2017–18    | Toronto Marlies      | AHL        | 73            | 27            | 32            | 59            | 10            | 20       | 7        | 9        | 16       | 0        |
| 2018–19    | Adler Mannheim       | DEL        | 52            | 11            | 24            | 35            | 6             | 14       | 7        | 7        | 14       | 2        |
| 2019–20    | Adler Mannheim       | DEL        | 52            | 20            | 25            | 45            | 4             | —        | —        | —        | —        | —        |
| 2020–21    | Rögle BK             | SHL        | 10            | 1             | 3             | 4             | 6             | —        | —        | —        | —        | —        |
| 2020–21    | Adler Mannheim       | DEL        | 33            | 12            | 15            | 27            | 6             | 6        | 2        | 4        | 6        | 0        |
| 2021–22    | EHC Red Bull München | DEL        | 44            | 16            | 16            | 32            | 14            | 11       | 5        | 4        | 9        | 6        |
| 2022–23    | EHC Red Bull München | DEL        | 43            | 17            | 18            | 35            | 4             | 18       | 5        | 7        | 12       | 6        |
| NHL celkem | NHL celkem           | NHL celkem | 237           | 29            | 25            | 54            | 9             | 27       | 7        | 2        | 9        | 2        |